# Duartettix
Duartettix is een geslacht van rechtvleugeligen uit de familie veldsprinkhanen (Acrididae). De wetenschappelijke naam van dit geslacht is voor het eerst geldig gepubliceerd in 2000 door Perez-Gelabert & Otte.

## Soorten
Het geslacht Duartettix  is monotypisch en omvat slechts de volgende soort:
- Duartettix montanus (Perez-Gelabert & Otte, 2000)